# Robert Persons
Robert Persons (Nether Stowey, 24 de junio de 1546-Roma, 15 de abril de 1610), posteriormente también conocido como Robert Parsons, y en España como Roberto Personio, fue un sacerdote jesuita inglés y figura importante en el establecimiento de la llamada Misión de Inglaterra donde participó activamente la Compañía de Jesús durante finales del siglo XVI y principios del siglo XVII, así como fundador de los seminarios ingleses en España. 

## Biografía
Robert Persons nació en Nether Stowey, Somerset, dentro de una familia de padres labradores propietarios. Fue el sexto de once hermanos.
Gracias al favor de un párroco local llamado John Hayward, un ex-monje, fue educado en 1562 en St Mary Hall, Oxford. Después de completar sus grados con distinción, se convirtió en miembro y tutor en Balliol College en 1568.

### Educación y sacerdocio (1568-1580)
Como miembro de Balliol College, Persons se enfrentó allí con el maestro, Adam Squire, y también con el académico y sacerdote católico Christopher Bagshaw. El 13 de febrero de 1574, consecuentemente se vio obligado a dimitir. A través de la discusión y animado por la tutela del padre jesuita William Good, viajó al extranjero para ordenarse sacerdote jesuita en la Basílica de San Pablo Extramuros, Roma, el 3 de julio de 1575. 

### LaMisión de Inglaterra(1580-1581)
Bajo el término Misión de Inglaterra se conoce a la misión que, a finales del siglo XVI y principios del XVII, tenía como objetivo conservar y sostener a los católicos ingleses perseguidos por el gobierno inglés de Isabel I en 1580. Se intensificó la formación de seminaristas en colegios extranjeros siendo los jesuitas unos de sus grandes impulsores.
Persons acompañó a Edmundo Campion. El general jesuita, Everardo Mercuriano, se había mostrado reacio a involucrar a la Compañía directamente en los asuntos ecuménicos ingleses. Fue persuadido por un provincial jesuita italiano, y más tarde por el superior general Claudio Acquaviva, después de que el cardenal William Allen encontrara a Mercuriano reacio al cambio en octubre de 1579. Persons se apresuró a llevar reclutas ingleses a los jesuitas, y planeó establecer una cooperación con el clero secular inglés que quedaba. Persons no estaba de acuerdo con el enfoque que dio el Padre Good a la situación. Campion era mucho menos entusiasta que él.
La misión se vio comprometida inmediatamente, ya que el Papa Gregorio XIII había enviado un grupo distinto a la misión jesuita, para apoyar al rebelde irlandés, James FitzMaurice FitzGerald. Persons y Campion se enteraron de esto en Reims mientras se dirigían a Inglaterra. Después de que la fuerza de invasión inicial, bajo el mercenario Thomas Stukley, no logró ningún éxito en 1578, la intervención de FitzGerald hizo que las autoridades inglesas vigilaran de cerca a los recusantes e intentaran financiar la campaña contra las fuerzas papales aplicándoles exacciones. Campion y Persons cruzaron por separado a Inglaterra. 
En junio de 1580, Thomas Pounde, entonces en la prisión de Marshalsea, fue a hablar con Persons. Esta acción luego dio lugar a una petición de Pounde al Consejo Privado para que permitiera una discusión en la que los jesuitas se enfrentarían a Robert Crowley y Henry Tripp, quienes solían predicar a los presos de Marshalsea. Campion and Persons también prepararon sus propias declaraciones personales, para mantenerlas en reserva. La consecuencia inmediata fue que Pounde fue trasladado al castillo Stortford de Bishop; pero la declaración preparada por Campion fue distribuida poco después de su captura.
Gran parte del tiempo que Persons pasó en Inglaterra lo dedicó a la imprenta clandestina y a la propaganda. En un sínodo en Southwark dejó clara ante el clero católico local su opinión negativa sobre el papismo de la iglesia. La imprenta secreta tuvo que ser reubicada, trasladándola a principios de 1581 a Stonor Park. Campion fue capturado en julio de ese año. Stephen Brinkley, que dirigía la imprenta, fue apresado en agosto. Poco después de esa fecha, Persons se fue a Francia. Su estrategia subyacente de intentar avergonzar al gobierno inglés exigiendo la creación de un foro donde pudieran defender sus ideales fue consistente con el enfoque general de Allen y Persons, pero recibió muchas críticas de otros miembros católicos. Allen y Persons persistieron con su demanda durante otros dos años, pero la opinión de los jesuitas estaba en contra de una mayor confrontación. Campion se vio obligado a debatir en la Torre de Londres en condiciones adversas. Cuando Persons salió de Inglaterra, ya no volvería jamás.

### La Armada Invencible (1581-1588)
Persons pasó el invierno de 1581-1582 en Ruan y se embarcó en proyectos de escritura. Estuvo en estrecho contacto con Enrique I, duque de Guisa, y a través del duque fundó una escuela para niños ingleses en Eu, en la costa al noreste francesa. El padre jesuita William Creighton estaba de camino a Escocia. Llegó en enero de 1582 y fue informado por Persons y el duque. En abril, Creighton regresó con noticias de Esmé Stewart, primer duque de Lennox; y fueron a París para conversar con William Allen, James Beaton y Claude Mathieu, provincial de los jesuitas en Francia, sobre sus planes militares y la encarcelada María I reina de Escocia. El plan, que Persons apoyó confiadamente, avanzó más, pero se detuvo después de los incidentes del castillo de Ruthven, en agosto de 1582, donde un grupo de nobles protestantes, encabezados por el conde de Growie, secuestraron al joven monarca estuardo, Jacobo VI. Una consecuencia de ello supuso el nombramiento de Allen como cardenal, siguiendo la recomendación de Persons.
Se proyectaba una nueva empresa para septiembre de 1583, esta vez a través de Inglaterra. Persons fue enviado por el duque de Guisa con instrucciones escritas a Roma. Regresó a Flandes y permaneció algún tiempo en la corte del duque de Parma. El descubrimiento de la conspiración de Throckmorton interrumpió el plan y el duque de Guisa quedó absorto en los asuntos internos franceses. Felipe II de España asumió el liderazgo, puso al duque de Parma a cargo y limitó la participación de Persons, Allen y Hew Owen.
Fue durante este período que Persons participó en el trabajo conocido más tarde como Mancomunidad de Leicester. Distribuida de forma encubierta, salió a la luz en 1584. En la actualidad, se piensa generalmente que las personas no son el autor. El historiador británico John Bossy, de la Universidad de York, se inclina a estar en desacuerdo.
Existe un consenso académico de que la intención era afectar la política interna francesa, fortaleciendo la facción Guise contra los anglófilos. En consecuencia, su propia posición sufrió en algunos sectores. Claudio Acquaviva a finales de año estaba preocupado de que las estrategias jesuitas para Francia y la misión inglesa resultasen inconsistentes a largo plazo, y consultó a Gregorio XIII sobre el asunto. A personas como su subordinado se les había dicho que abandonaran los planes para asesinar a Isabel I.
En septiembre de 1585, el Papa Sixto V sucedió a Gregorio XIII, y Persons y Allen fueron a Roma; Persons todavía estaban allí cuando la Armada española zarpó en 1588. En este período, Allen y Persons hicieron un estudio detenido de la sucesión de Isabel I de Inglaterra, trabajando con el conocido genealogista Robert Heighinton. Persons emitió sus votos de profesión perpetua en los jesuitas de Roma el 7 de mayo de 1587. 

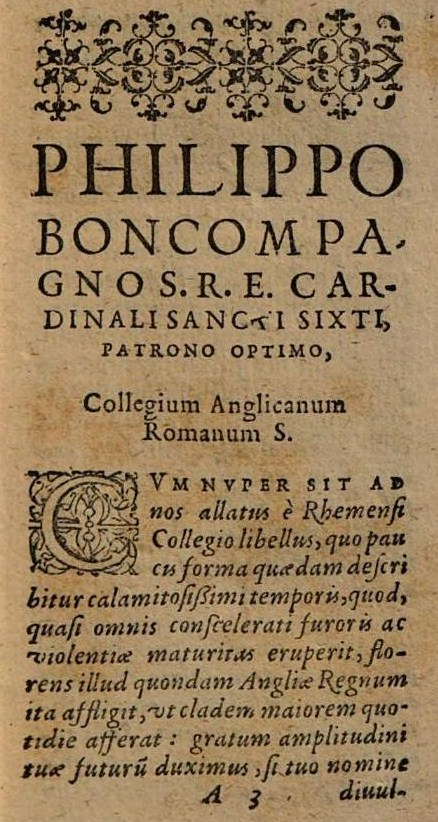
Dedicación de De persecvtione Anglicana commentariolus (1582) de Robert Persons al cardenal Filippo Boncompagni

### En el ocaso de su vida (1588-1610)
Persons fue enviado a España a fines de 1588 para conciliarse con Felipe II de España, quien se ofendió con Claudio Acquaviva. Persons tuvo éxito, y luego hizo uso del favor real para fundar el Real Colegio de San Albano, o Colegio de los Ingleses, de Valladolid (1589), Colegio Inglés de Sevilla o Colegio Inglés de San Gregorio Magno (1592), y Madrid (1598) y las residencias de Sanlúcar y de Lisboa (que se convirtió en colegio en 1622). Luego logró establecer en Saint-Omer (1594) una institución más grande a la que fueron trasladados los muchachos de Eu. Es el antepasado institucional de Stonyhurst College.
En 1590, el director general de la Misión de Inglaterra, Robert Persons puso al frente del Colegio Inglés en Roma a Joseph Creswell. Sin embargo, poco después, el 18 de abril de 1592, el duque de Sessa le paga a Creswell, por orden de Felipe II, los gastos de viaje desde Roma a Valladolid. Su llegada coincide en el tiempo con la exitosa visita real al colegio vallisoletano que llevará a todos a fundar un centro similar en Sevilla. Para tal labor parten Persons y Creswell hacia Sevilla acompañados de un grupo de estudiantes. Será ya entonces, en 1595, cuando Persons, desbordado por el ingente trabajo que conllevaba la dirección de la Misión de Inglaterra, decide mudarse de Valladolid a Roma delegando responsabiidades en William Holt, para los asuntos en los Países Bajos, y Creswell, para los temas de España.
En 1596, en Sevilla, escribió el Memorial por la Reforma de Inglaterra, que dio con cierto detalle un plan para el tipo de sociedad en que Inglaterra se convertiría después de su regreso a la fe. Tenía la esperanza de suceder a Allen como cardenal tras la muerte de este último. Sin éxito, fue recompensado con la rectoría del English College en Roma, donde murió a la edad de 63 años. El 'Pseudo Mártir' de John Donne (1610) se relaciona críticamente con las opiniones de las Personas. 

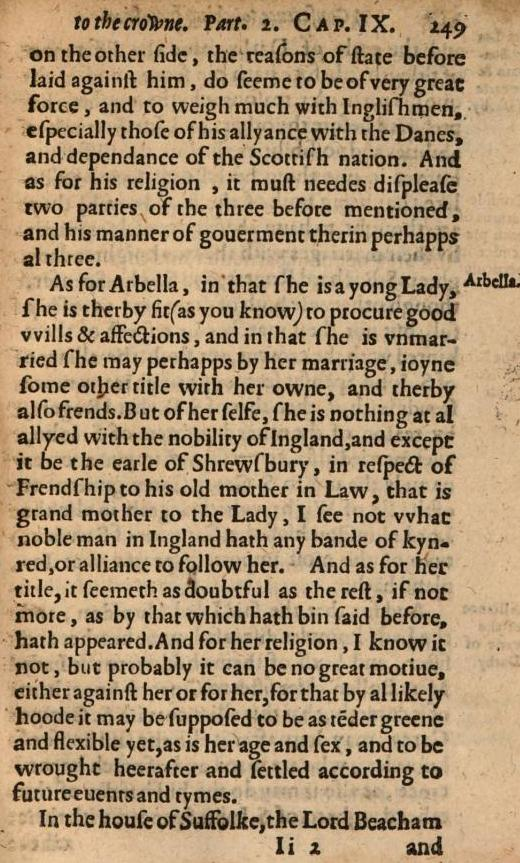
Página de la obra anónima de Robert Persons de 1594 sobre la futura sucesión de Isabel I, discutiendo Lady Arbella Stuart

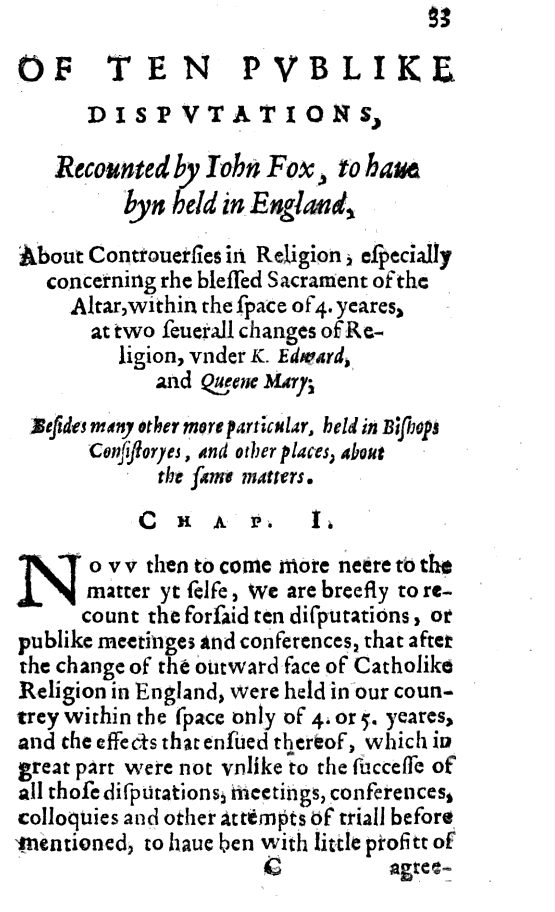
Página de Una revisión de diez conferencias o conferencias similares a pvb (1604) por Robert Persons. Las disputas fueron las que involucraron a Peter Martyr Vermigli (1549); John Madew casi al mismo tiempo; Andrew Perne y Edmund Grindal (23 de junio de 1549); Perne de nuevo; determinación pública de Nicholas Ridley ; Martín Bucer, todavía en 1549; Hugh Weston en la catedral de San Pablo el 18 de octubre de 1553; y los tres días en 1554 de Thomas Cranmer, Hugh Latimer y Ridley.

## Obras
Las obras publicadas por Persons fueron: 
- A brief discovrs contayning certayne reasons why Catholiques refuse to goe to Church . . . dedicated by I. H. to the queenes most excellent Maiestie. Doway, John Lyon [Londres], 1580. Esta obra fue de una prensa clandestina en Londres, impresa como consecuencia de las decisiones de un sínodo en Southwark celebrado poco después de la llegada de Persons y Campion. Tenía como objetivo implementar una declaración de 1563 del Papa Pío IV de que los católicos no debían mezclarse con herejes.[14]
- A Discouerie of I. Nicols, minister, misreported a Jesuite, latelye recanted in the Tower of London. Doway [Londres], 1580. Impreso por Persons en Stonor Park, se refería a un sacerdote católico renegado.[15]
- A briefe censure upon two bookes written in answer to M. Edmund Campians offer of disputation. Doway, John Lyon [realmente en la casa del Sr. Brooke cerca de Londres], 1581. Contra William Charke y Meredith Hanmer, quienes se habían involucrado en una controversia con Campion.
- De persecvtione Anglicana commentariolus a collegio Anglicano Romano hoc anno 1582 in vrbe editus et iam denuo Ingolstadii excusus. . . anno eodem. Además, De persecutione Angl. libellus, Romæ, ex typogr. G. Ferrarii, 1582.
- A Defence of the censvre gyven vpon tvvo bookes of William Charke and Meredith Hanmer, mynysters, 1582.
- The first booke of the Christian exercise, appertayning to Resolution [Rouen], 1582. Prefacio firmado RP Posteriormente muy ampliado, bajo el título de Un director cristiano, guiando a los hombres a su salutación, dividido en tres libros, año 1585, y reimpreso a menudo (40 ediciones para 1640). Esta fue una obra devocional importante en inglés, y Edmund Bunny pronto la adaptó a las necesidades protestantes.[16]
- Relacion de algunos martyres ... en Inglaterra, traduzida en Castellano, 1590. William Thomas Lowndes consideraba que Persons era el probable autor de este trabajo sobre los mártires ingleses, así como su traductor al español.[17]
- Elizabethæ Angliæ reginæ hæresim Calvinianam propvgnantis sævissimvm in Catholicos sui regni Edictvm. . . promulgatum Londini 29 Nouembris 1591. Cum responsione ad singula capita. . . según D. Andream Philopatrum, presb. ac theol. Romanum, Lvgduni , 1592. Esta obra en latín fue una refutación detallada de una proclamación de Isabel I de octubre de 1591, contra los sacerdotes del seminario y los jesuitas.[18]
- A Conference abovt the next svccession to the crowne of Ingland, divided into tvvo partes... Where vnto is added a new & perfect arbor or genealogie... Publicado por R. Doleman. Impreso en N. [St. Omer] con licencia, 1594. El libro sugiere a Isabella Clara Eugenia de España como la sucesora adecuada.[19]
- A Memoriall for the Reformation of England conteyning certayne notes and advertisements which seeme might be proposed in the first parliament and nationall councell of our country after God of his mercie shall restore it to the catholique faith [...]; gathered and set downe by R. P., 1596. Dejado en manuscrito, habiendo incluido en la circulación Isabella Clara Eugenia.[9] Fue publicado por primera vez en 1690 por Edward Gee, como Jesuits Memorial for the intended Reformation of England.
- A Temperate Ward-word to the turbulent and seditious Wach-word of Sir Francis Hastinges, knight, who indevoreth to slander the whole Catholique cause... Por N.D. 1599. Controversia con Sir Francis Hastings.[20]
- The Copie of a letter written by F. Rob. Persons, the jesuite, 9 Oct 1599, to M. D. Bis[op] and M. Cha[rnock], two banished and consigned priests... for presuming to goe to Rome in the affaires of the Catholicke church. . Esto fue impreso en Copias de ciertos discursos, Roane, 1601, págs.   49–67, editado por William Bishop, uno de los apelantes en la controversia Archpriest ; el otro apelante nombrado es Robert Charnock.[21][22]
- A Briefe Apologie or Defence of the Catholike ecclesiastical hierarchie & subordination in England, erected these later yeares by our holy Father... and impugned by certayne libels printed ... by some vnquiet persons under the name of priests of the seminaries. Written... by priests vnited in due subordination to the right rev. Archpriest [a principios de 1602]. Trabajo anti-apelante en la controversia Arciprestal.[23]
- An Appendix to the Apologie lately set forth for the defence of the hierarchie [1602]. En el mismo año también se publicó una traducción latina del 'Apéndice'.
- A Manifestation of the great folly and bad spirit of certayne in England calling themselves secular priestes, who set forth dayly most infamous and contumelious libels against worthy men of their own religion. By priests liuing in obedience. Por los sacerdotes que viven en obediencia, 1602. Trabajo anti-apelante en la controversia Arciprestal.[15]
- The Warn-word to Sir F. Hastings Wastword: conteyning the issue of three former treatises, the Watchword, the Ward-word, and the Wastword... Whereunto is adjoyned a brief rejection of an insolent . . . minister masked with the letters O. E. (es decir, Matthew Sutcliffe ). Por N.D., 1602.
- A Treatise of Three Conversions of England ... divided into three parts. The former two whereof are handled in this book... Por N.D., autor del Ward-word , 1603. Trabajo polémico contra la lectura anticatólica de la historia de John Foxe.[24]
- The Third part of a treatise intituled of the Three Conversions of England. Conteyning an examen of the Calendar or Catalogue of Protestant saints... ideado por Fox. Por N.D. (prefacio de noviembre de 1603).
- A Review of ten pvblike dispvtations or conferences held within the compasse of foure yeares vnder K. Edward and Qu. Mary. Por N.D., 1604 (paginado por separado pero publicado con la tercera parte de "Tres conversiones").
- A Relation of the triall made before the king of France upon the yeare 1600 betweene the bishop of Évreux and the L. Plessis Mornay. Newly reviewed... with a defence thereof against the impugnations both of the L. Plessis in France and O. E. in England. Por N.D., 1604. Sobre el debate en Fontainebleu el 4 de mayo de 1600 entre Jacques-Davy Duperron y Philippe de Mornay.[25]
- An Ansvvere to the fifth part of Reportes lately set forth by Syr Edward Cooke knight, the King's attorney generall, concerning the ancient and moderne municipal lawes of England, which do appertayne to spiritual power and jurisdiction. Por un Catholick Deuyne [St. Omer], 1606. Trabajo polémico contra la lectura anticatólica de Sir Edward Coke del common law.[24]
- Quæstiones duæ: quarum 1a est, un liceat Catholicis Anglicanis... Protestantium ecclesias vel preces adire: 2da utrum non si precibus ut concionibus saltem hæreticis... Posibilidad lícita interesse easque audire [St. Omer], 1607. El Papa Pablo V había repetido la declaración contra los católicos que asistían a las iglesias protestantes.[26]
- A treatise tending to mitigation tovvards Catholicke-subiectes in England... Against the seditious wrytings of Thomas Morton, minister. Por P.R., 1607 (la primera parte trata sobre la rebelión, la segunda se refiere a la doctrina del equívoco). Escrita a raíz de la trama de la pólvora, la obra aboga por la tolerancia religiosa en Inglaterra.[27]
- The Judgment of a Catholicke Englishman liuing in banishment for his religion... concerning a late booke [by K. James] entituled: Triplici nodo triplex cuneus, or an apologie for the oath of allegiance... wherin the said oath is shewn to be vnlawful... 1608. Contribución a la controversia del juramento de lealtad.[28]
- Dutifull and respective considerations upon foure severall heads... proposed by the high and mighty Prince James ... in his late book of Premonition to all Christian princes... By a late minister and preacher in England, St. Omer, 1609 (escrito por Persons para Humphrey Leech, bajo cuyo nombre apareció). Defiende la tolerancia del catolicismo en su integridad.[29]
- A quiet and sober reckoning with M. Thomas Morton, somewhat set in choler by his advesary P. R. ... There is also adioyned a peece of reckoning with Syr Edward Cooke, now LL. Chief Justice, ahora LL. Presidente del Tribunal Supremo , 1609. Contra Thomas Morton, quien había argumentado que los católicos reclusos eran necesariamente desleales, Persons argumentó que el catolicismo podía coexistir pacíficamente con la Iglesia de Inglaterra.
- A Discussion of the answer of M. William Barlow, Doctor of Diuinity, to the book intituled, The Judgment of a Catholic Englishman, St. Omers, 1612 (publicado después de la muerte de Persons, con un suplemento de Thomas Fitzherbert). Respuesta a William Barlow en la controversia del juramento de lealtad.
- Epitome controversiarum hujus temporis fue un manuscrito conservado en Balliol College.

### Mal atribuido
Una Epístola Apologicall: dirigida a los honorables señores y otros de sus majestades consejo privado. Sirviendo también como prefacio de un libro titulado Una resolución de religión [firmado RB], Amberes, 1601, es de Richard Broughton y no de Persons (como dice el Dictionary of National Biography ). Se pensaba que algunas obras contra Thomas Bell eran de Persons (como en el DNB), pero de hecho fueron de Philip Woodward.